# Moore River
Pour les articles homonymes, voir Moore.
La Moore River est un fleuve d'Australie-Occidentale dont le bassin s'étend depuis sa source au sud de Three Springs jusqu'à Guilderton à son embouchure dans l'océan Indien, près de Guilderton.

## Présentation
Généralement, pendant les mois d'été, son embouchure est barrée par un banc de sable en raison de l'insuffisance de son débit.
Les peuples autochtones ont appelé la partie inférieure de la rivière Garban. Il a été rebaptisé River Moore en mai 1836 par le caporal Patrick Heffron du 63e Régiment de fantassins, du nom de son chef d'expédition, le procureur général George Fletcher Moore. La partie exploratoire comprenait Moore, Heffron et un homme aborigène nommé Weenat. Heffron était connu pour sa participation à la Bataille de Pinjarra en 1834.